# Talange
Talange és un municipi francès, situat al departament del Mosel·la i a la regió del Gran Est. L'any 2007 tenia 7.549 habitants.

## Demografia

### Població
El 2007 la població de fet de Talange era de 7.549 persones. Hi havia 3.018 famílies, de les quals 862 eren unipersonals (344 homes vivint sols i 518 dones vivint soles), 872 parelles sense fills, 1.004 parelles amb fills i 280 famílies monoparentals amb fills.
La població ha evolucionat segons el següent gràfic:
Habitants censats

### Habitatges
El 2007 hi havia 3.216 habitatges, 3.073 eren l'habitatge principal de la família, 3 eren segones residències i 140 estaven desocupats. 1.446 eren cases i 1.727 eren apartaments. Dels 3.073 habitatges principals, 1.719 estaven ocupats pels seus propietaris, 1.303 estaven llogats i ocupats pels llogaters i 51 estaven cedits a títol gratuït; 129 tenien una cambra, 217 en tenien dues, 575 en tenien tres, 883 en tenien quatre i 1.270 en tenien cinc o més. 2.177 habitatges disposaven pel capbaix d'una plaça de pàrquing. A 1.442 habitatges hi havia un automòbil i a 1.076 n'hi havia dos o més.

### Piràmide de població
La piràmide de població per edats i sexe el 2009 era:
| Homes | Edats   | Dones |
| ----- | ------- | ----- |
| 0     | 95 o +  | 8     |
| 0     | 90 a 94 | 12    |
| 24    | 85 a 89 | 32    |
| 28    | 80 a 84 | 52    |
| 84    | 75 a 79 | 116   |
| 124   | 70 a 74 | 184   |
| 216   | 65 a 69 | 204   |
| 204   | 60 a 64 | 208   |
| 180   | 55 a 59 | 180   |
| 216   | 50 a 54 | 228   |
| 224   | 45 a 49 | 236   |
| 264   | 40 a 44 | 308   |
| 368   | 35 a 39 | 324   |
| 336   | 30 a 34 | 388   |
| 297   | 25 a 29 | 256   |
| 228   | 20 a 24 | 200   |
| 252   | 15 a 19 | 252   |
| 280   | 10 a 14 | 312   |
| 236   | 5 a 9   | 268   |
| 248   | 0 a 4   | 204   |

## Economia
El 2007 la població en edat de treballar era de 4.968 persones, 3.447 eren actives i 1.521 eren inactives. De les 3.447 persones actives 3.011 estaven ocupades (1.664 homes i 1.347 dones) i 437 estaven aturades (197 homes i 240 dones). De les 1.521 persones inactives 346 estaven jubilades, 543 estaven estudiant i 632 estaven classificades com a «altres inactius».

### Ingressos
El 2009 a Talange hi havia 3.001 unitats fiscals que integraven 7.317,5 persones, la mediana anual d'ingressos fiscals per persona era de 15.896 €.

### Activitats econòmiques
Dels 290 establiments que hi havia el 2007, 1 era d'una empresa extractiva, 6 d'empreses alimentàries, 2 d'empreses de fabricació de material elèctric, 1 d'una empresa de fabricació d'elements pel transport, 12 d'empreses de fabricació d'altres productes industrials, 36 d'empreses de construcció, 122 d'empreses de comerç i reparació d'automòbils, 6 d'empreses de transport, 20 d'empreses d'hostatgeria i restauració, 1 d'una empresa d'informació i comunicació, 6 d'empreses financeres, 13 d'empreses immobiliàries, 26 d'empreses de serveis, 26 d'entitats de l'administració pública i 12 d'empreses classificades com a «altres activitats de serveis».
Dels 65 establiments de servei als particulars que hi havia el 2009, 1 era una oficina de correu, 3 oficines bancàries, 1 funerària, 9 tallers de reparació d'automòbils i de material agrícola, 2 autoescoles, 8 paletes, 3 guixaires pintors, 7 fusteries, 2 lampisteries, 5 electricistes, 2 empreses de construcció, 3 perruqueries, 1 agència de treball temporal, 11 restaurants, 4 agències immobiliàries i 3 salons de bellesa.
Dels 74 establiments comercials que hi havia el 2009, 3 eren supermercats, 3 grans superfícies de material de bricolatge, 4 fleques, 2 carnisseries, 1 una peixateria, 40 botigues de roba, 5 botigues d'equipament de la llar, 5 sabateries, 1 una botiga d'electrodomèstics, 8 botigues de material esportiu i 2 floristeries.

## Equipaments sanitaris i escolars
El 2009 hi havia 2 farmàcies i 1 ambulància.
El 2009 hi havia 5 escoles maternals i 3 escoles elementals. A Talange hi havia 1 col·legi d'educació secundària i 1 liceu d'ensenyament general. Als col·legis d'educació secundària hi havia 541 alumnes i als liceus d'ensenyament general 732.

## Poblacions més properes
El següent diagrama mostra les poblacions més properes.